# Ostrov Udo (provincie Čedžu)

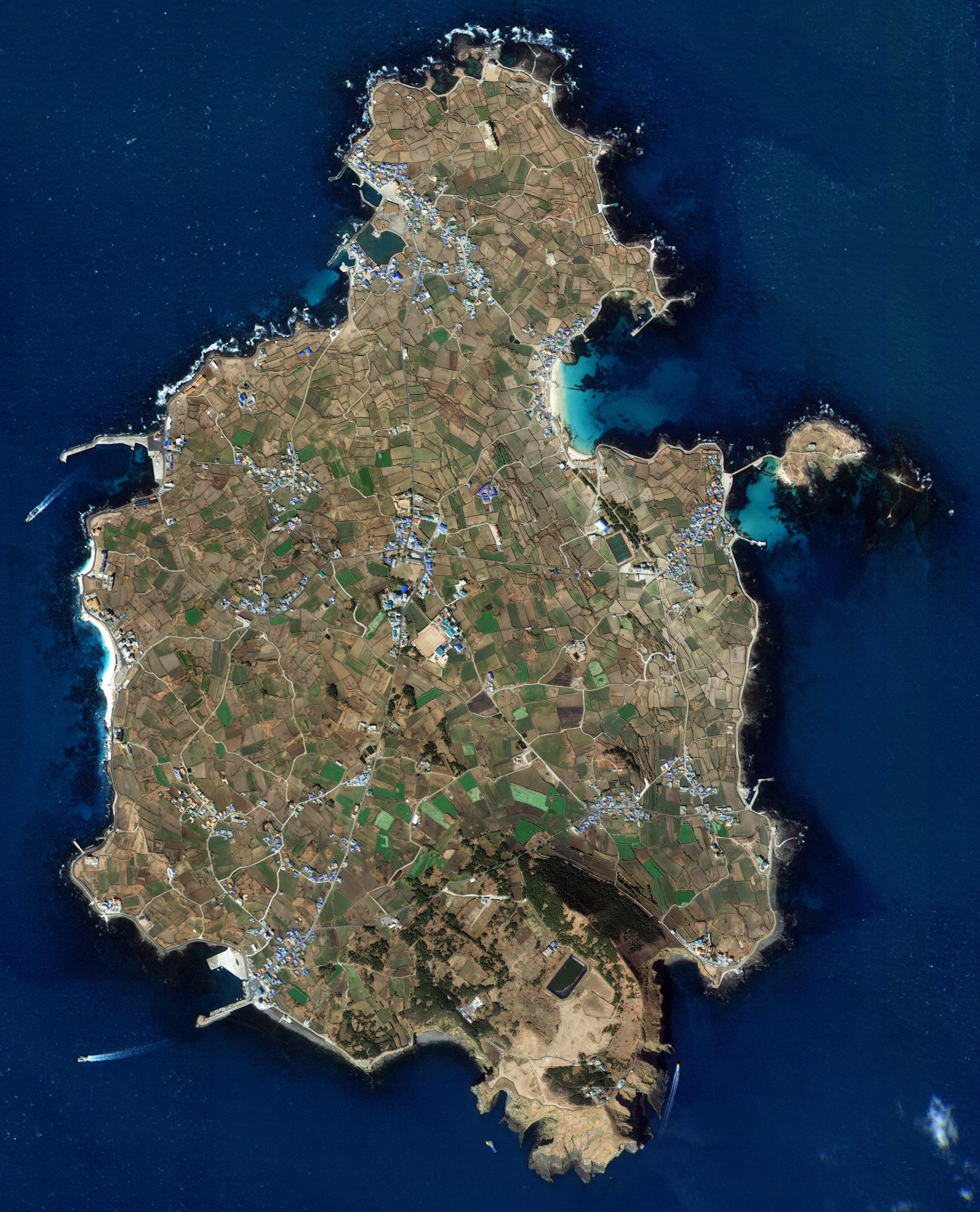
Satelitní snímek

Udo (korejsky 우도), také známý jako ostrov Sosǒm, je druhý největší ostrov speciální autonomní provincie Čedžu. Nachází se 2,8 km východně od pobřeží města Gujwa. Má celkovou rozlohu 6,18 km² a délka jeho pobřeží je 17 km. Celý ostrov patří k správnímu obvodu Udo-mjǒnu a jsou zde čtyři vesnice.
Celkový počet osob s trvalým pobytem ke dni 31. prosince 2023 byl 1 618, nicméně ročně tento ostrov navštíví bezmála 2 milióny návštěvníků.

## Popis
Samotný název znamená kraví ostrov; své jméno dostal podle toho, že ze strany připomíná vodního buvola vystrkující hlavu z vody.
Jedná se o vulkanický ostrov, boční sopku hory Halla. S výjimkou vrcholů Somǒri-orǔm a Udobong je ostrov převážně rovinatý. Jeho pobřeží je z velké části skalnaté, se strmými útesy, ve kterých vznikají nové mořské jeskyně. Nenacházejí se zde řeky ani prameny, pitná voda se získává z dešťové vody. Vzhledem k oceánskému klimatu je průměrná teplota v lednu 5,5 °C, průměrná teplota v srpnu 25,6 °C a roční úhrn srážek 1 304 mm.
Obyvatelé pracují především v primárním sektoru, který zahrnuje zemědělství a rybolov. Ostrov je proslulý pěstováním arašídů a česneku, mořských řas či ulit, ze zvířat se zde chovají prasata a skot. V pobřežních vodách loví rybářské lodě hlavně chobotnice a tkaničnice a při rybolovu se loví zvláště kranasi a mořčáci. I v současné době je zde možné zahlédnout Hänjǒ (potápěčky), jež se živí sběrem mořských živočichů bez pomoci moderního vybavení u pobřeží ostrova.

## Historie
První zmínky pocházejí po zřízení jízdárny v roce 1698 na místním ranči, zatímco pobyt na ostrově byl široké veřejnosti povolen až od 40. let 19. století. Koncem 19. století patřil ostrov k Jwa-mjǒnu, pod správou Čedžu a počátkem 20. století se nazýval Jǒnpjǒng. V roce 1986 byla vesnice Jǒnpjǒng povýšena na Udo-mjǒn.

## Turismus
Na ostrov se lze dostat trajektem z přístavů Sǒngsan a Dumun (na Čedžu) za 15 minut, a to denně od 9 do 17 hodin v 30minutových intervalech. Trajekty jezdí do přístavů Uda – Čchǒndžin a Haumokdong.
Návštěvníci si mohou zapůjčit skútry, jízdní kola a elektrokola, funguje zde etablovaný systém autobusových jízdních řádů a za poplatek lze vzít na trajekt i vlastní automobil. Pro automobily platí přísná pravidla, např. aby návštěvník mohl cestovat i s autem, musí na ostrově přespat minimálně jednu noc, nebo musí cestovat s osobou starší 65 let. Tato pravidla se zavedla z důvodu velkého hluku a tvorby dopravních zácp.

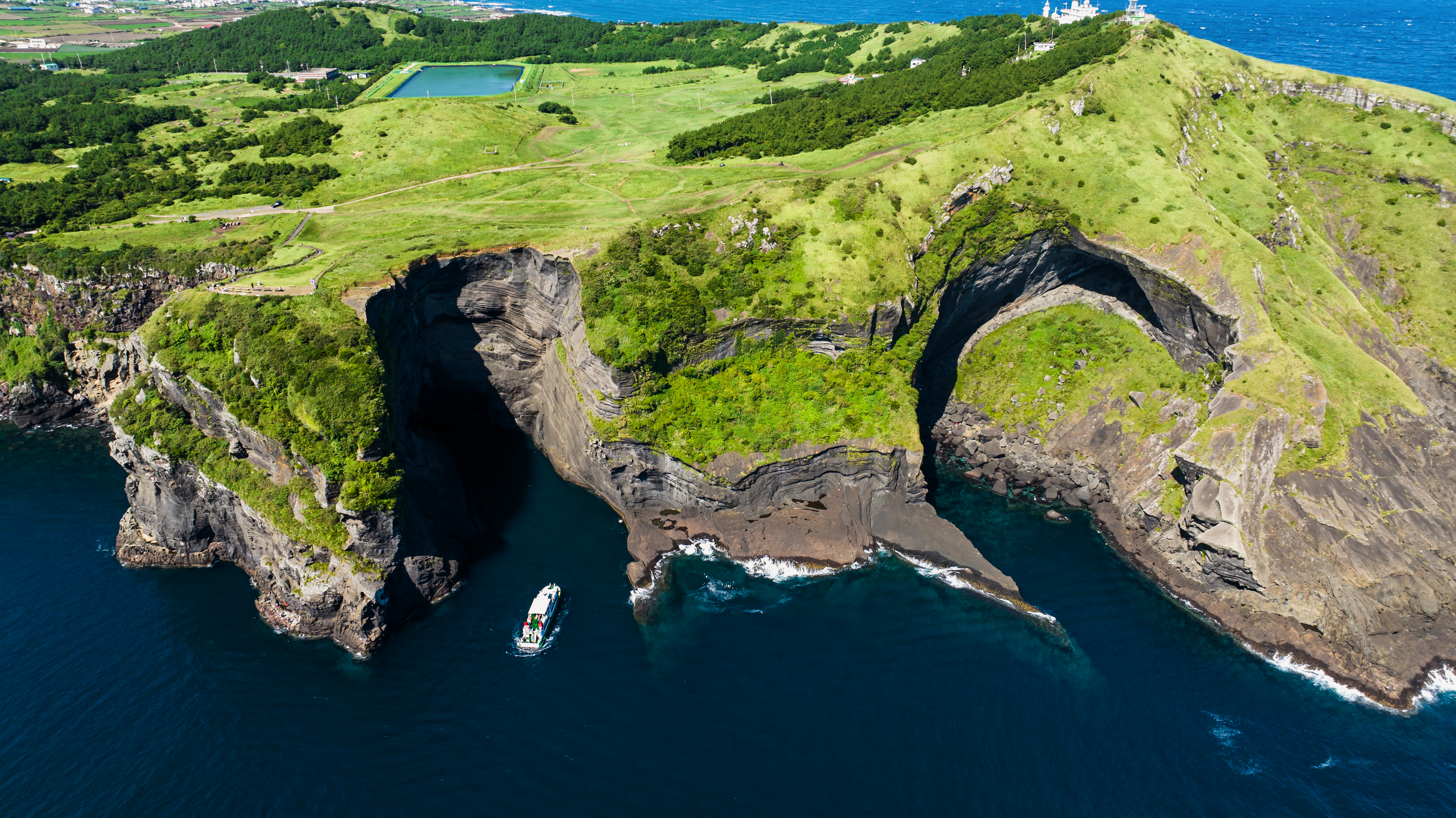
Útesy ostrova Udo (2023)

### Osm památek Uda
Na ostrově se nachází osm míst, společně přezdívaných Osm památek Udo (우도팔경), jež sepsal jeden z obyvatel ostrova v roce 1983. Jednotlivé památky jsou obestřené legendami a díky své dostupnosti z Čedžu jsou často navštěvovanými místy. Mezi ně patří:
- Juganmjǒngwol – jeskyně, o které se říká, že je přes den zaplněna měsíčním světlem.
- Jahangǒbǒm – noční výhled na otevřené moře.
- Čchǒnjingwan-san – pohled na horu Halla (z přístavu Dongchǒnjindong).
- Čidučchǒngsa – pohled na ostrov z jeho nejvyššího bodu na vrcholu Udo.
- Čǒnpchomangdo – pohled z východního cípu Čedžuda na ostrov Udo, jenž odsud vypadá jako ležící kráva.
- Huhäsǒkbjǒk – skalní útes s hlubokými rýhami vytvořenými erozí (asi 20 m vysoký a 30 m široký).
- Dongangjǒnggul – mořská jeskyně, do které lze vstoupit pouze během odlivu.
- Sǒbinbäksa – pláž s bílým pískem na západním pobřeží.

Mimo těchto osm památek stojí za zmínku maják na nejvyšším vrcholu ostrova, který nabízí kompletní výhled na okolí.